# Prees
Prees egy falu Angliában, Észak-Shropshire grófságban, Wales és Anglia határán. Nevének jelentése kelta nyelven bozót. A falut északkeleten Wem, nyugaton Market Drayton, délen pedig Whitchurch határolja.

## Látnivalók
Prees templomának első említése a 14. századból származik, habár tornya korábbi építésű. A templomot és a temető mellett álló faházat egy földalatti folyosó köti össze, mely napjainkban nem látogatható.

## Közlekedés
A falu vasútállomása egy mérföldnyire található a központtól. Ezt Captain Black, gazdag preesi gyáros kérésére építették így, aki azt kérte, hogy az új vasútállomás minél közelebb legyen malmához (mely ma is áll és névadója a Mill Streetnek). 
A falut érinti a Llangollen csatorna egyik ága, mely Whixhall Marináig hajózható.

## Fordítás
- Ez a szócikk részben vagy egészben  a   Prees, Shropshire című angol Wikipédia-szócikk fordításán alapul.  Az eredeti cikk szerkesztőit annak laptörténete sorolja fel. Ez a jelzés csupán a megfogalmazás eredetét és a szerzői jogokat jelzi, nem szolgál a cikkben szereplő információk forrásmegjelöléseként.